# Автомобильная промышленность Таиланда

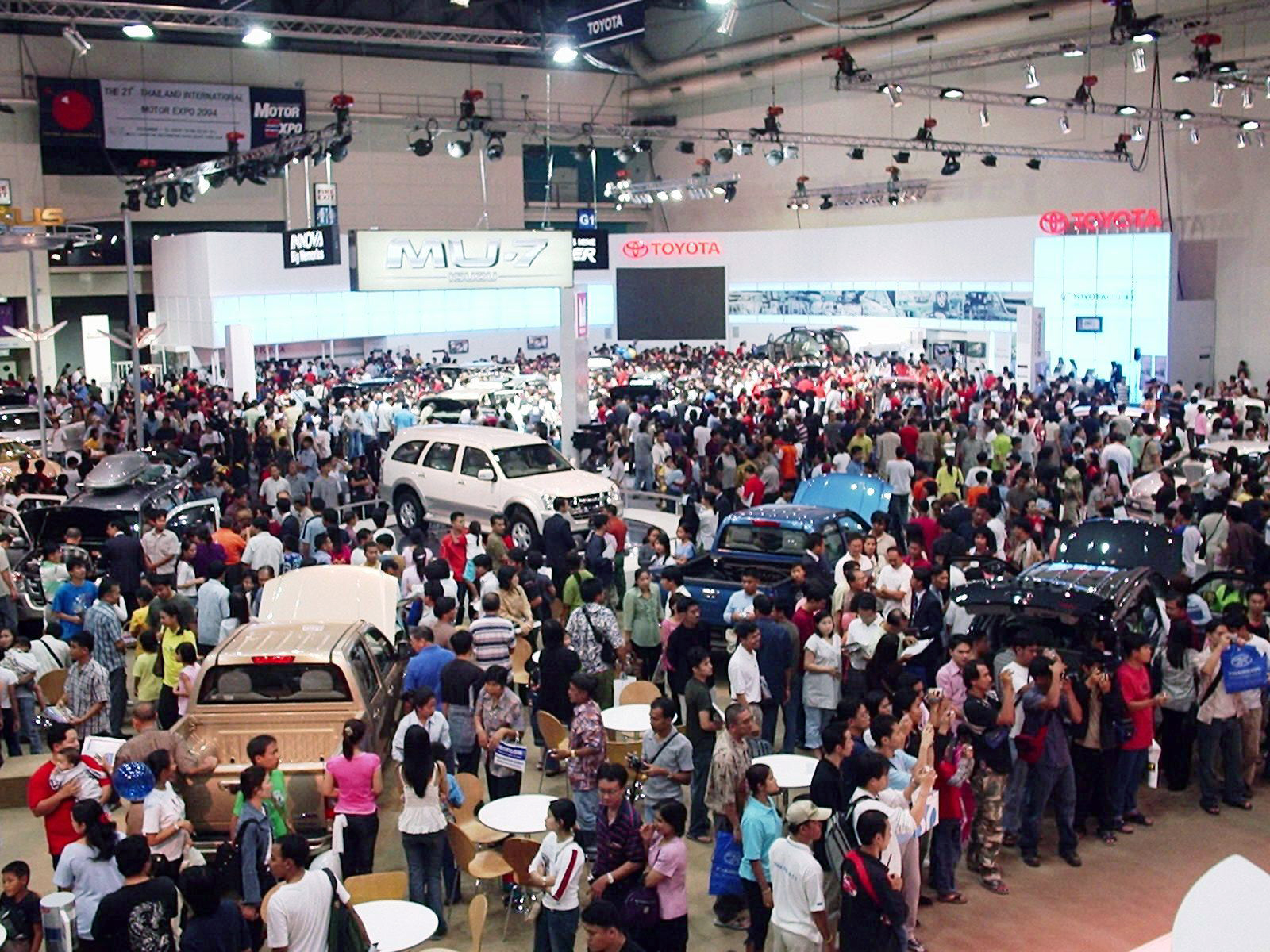
Тайская международная автомобильная выставка в 2004 гг.

Автомобильная промышленность Таиланда — крупная отрасль тайской экономики.
Таиландская автомобильная промышленность является самой большой в Юго-Восточной Азии и с 2014 г. занимает 12-е место в мире, выходив на 10-е место в 2012 г. и на 9-е место 2013 г. Она имеет годовую производительность почти 2 миллиона автотранспортных средств, что больше, чем в таких странах как Россия, Великобритания, Италия, Чехия, Турция; при этом в 2012 и 2013 гг. производство составляло почти 2,5 миллиона и в 2012—2014 гг. было больше, чем во Франции, а в 2013 г. также больше, чем в Канаде.
Большинство автотранспортных средств, построенных в Таиланде, разработаны и лицензированы иностранными производителями, в основном японскими и американскими, а также несколькими другими марками для т.н. CKD-производства, особенно BMW и Mercedes-Benz. Тайская автомобильная промышленность пользуется преимуществами Зоны свободной торговли АСЕАН (АФТА), что помогает найти рынок для многих продуктов. Таиланд является одним из крупнейших в мире рынков для пикапов с более чем 50-процентной долей рынка для однотонных грузовиков..

## Объёмы и структура производства

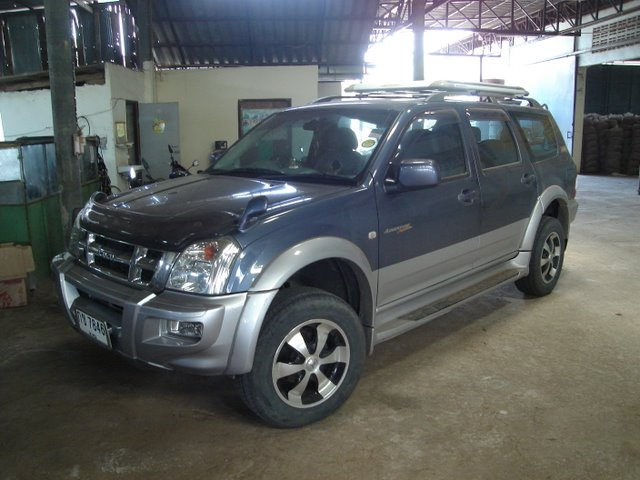
Thai Rung Adventure Master

История тайского автопрома берёт начало с 1961 года, когда был построен первый завод по сборке и производству автомобилей, и с того времени сфера поддерживает стабильный рост, особенно в XXI веке. Так, в 2005 году было произведено уже более 1 миллиона автотранспортных средств, в 2010 году более 1,5 миллиона, а после пика производства в 2012—2013 гг. почти 2,5 миллиона в год, с 2014 г. выпускается около 1,9 миллиона автомобилей в год. Более чем половина выпуска поставляется на экспорт.
Единственным национальным автопроизводителем является компания Thai Rung (не считая небольшого производства электромобилей Vera). Из крупных иностранных производителей в стране производство имеют Ford, General Motors, BMW, Mitsubishi, Mazda, Toyota, Isuzu, Honda, Nissan. Желание инвесторов вкладываться в автомобильную промышленность Таиланда не поколебала даже политическая нестабильность в стране. Ford Motor Company сообщает о планах построить завод в Районге, что требует 15 миллиардов тайских бат. Toyota Motor Tailand увеличивает производство на заводе в провинции Чаченгсау и инвестирует 4 миллиарда тайских бат. Наконец, третий всемирно известный производитель — корпорация Mitsubishi Motors. Она хочет создать завод в провинции Чонбури и выделяет 15 миллиардов тайских бат для производства эко-автомобиля, и это будет крупнейший объект вне Японии. Правда, компания Honda объявила о сокращении производства в Таиланде из-за нового акциза.
Сектором тайской автомобильной промышленности, который динамично развивающихся является производство запчастей и комплектующих. Ассоциация производителей автомобилей Японии считает производство автомобильных комплектующих лучшим среди стран АСЕАН.
Несколько факторов объясняют успехи тайской автомобильной промышленности. Общая устойчивость тайской экономики, эластичный потребительский спрос на новые предлагаемые модели, который стимулирует правительственная программа при покупке первого автомобиля. Наиболее продаваемый класс автомобилей в Таиланде — малолитражки. На этот сегмент рынка приходится 50 % объёма продаж.
На сегодня автопром Таиланда характеризуется большим объёмом производства, за что получил прозвище «Детройт Востока». Привлекательным моментом является наличие квалифицированной и недорогой рабочей силы. Страна имеет в своём распоряжении современные промышленные зоны, где созданы оптимальные условия именно для автомобильной промышленности, что соответствует ожиданиям инвесторов.

## Анализ рынка

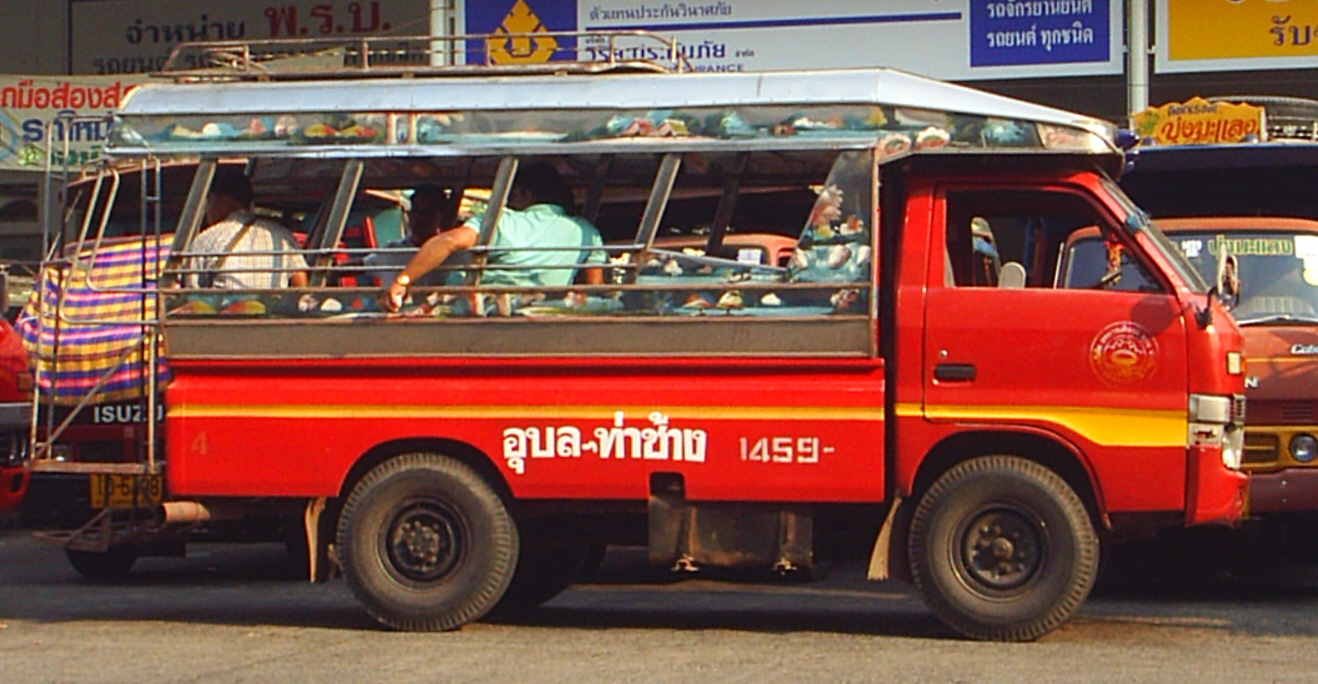
Тайское сонгтео

В Таиланде недорогие и простые автомобили, безусловно, более востребованы, как и в других странах, которые находятся на таком же уровне развития. Особенной популярностью пользуются пикапы, на долю которых приходится более половины рынка. Эти показатели делают Таиланд вторым по величине после США в мире рынком, который потребляет автомобили данного типа. Такая тенденция — результат государственной налоговой политики, а также большой востребованности автомобилей многоцелевого назначения.
Примечательно, что многие производители (Ford, Isuzu, Mazda, Mitsubishi) выбрали Таиланд местом расположения своих глобальных баз по производству пикапов, чаще всего отсюда экспортируя автомобили в Европу, Японию и в другие части мира. Только однотонные грузовики не экспортируются в Северную Америку, что связано с востребованностью в этом регионе более крупных грузовиков. В 2005 году Таиланд превзошёл США и стал крупнейшим мировым производителем однотонных пикапов, а в 2007 году занял вторую позицию в мире (опять позади США) по производству и экспорту пикапов в целом.
Хотя на рынке представлены многие западные и другие марки, японские компании уже давно занимают в Таиланде доминирующие позиции. Например, в 1978 и 1982 годах японские марки имели 91 % и 90 % от общей доли соответственно. В 2006 году у них осталось 88,5 %, несмотря на выход на рынок компаний Ford, General Motors, Volkswagen и BMW.
Лёгкие и средние грузовики, а также микроавтобусы, служат базой для повсеместных маршрутных такси (сонгтео), которые обеспечивают большую часть местных транспортных коммуникаций в Таиланде.
В 2015 году на фоне скептицизма экспертов в плане коммерческой жизнеспособности начала работу первая тайская марка электромобилей. Компания Vera Automotive была основана 7 октября 2015 года пятью тайскими инженерами из Технологического института короля Монгкута Ладкрабанга.